# Анисимово (Ленинградская область)
Ани́симово — деревня в Самойловском сельском поселении Бокситогорского района Ленинградской области. До 2014 года — административный центр Анисимовского сельского поселения.

## История
Усадьба Анисимово упоминается в переписи 1710 года в Никольском «на Волоку Кославле» погосте Заонежской половины Обонежской пятины.
Деревня Анисимово обозначена на карте Санкт-Петербургской губернии 1792 года, А. М. Вильбрехта.

АНИСИМОВО — деревня Пронинского общества, прихода Волокославского погоста. 

Крестьянских дворов — 26. Строений — 52, в том числе жилых — 22. 

Число жителей по семейным спискам 1879 г.: 58 м. п., 62 ж. п.; по приходским сведениям 1879 г.: 57 м. п., 62 ж. п.

В конце XIX — начале XX века деревня относилась к Анисимовской волости 5-го земского участка 3-го стана Тихвинского уезда Новгородской губернии.
В начале XX века в 350 саженях от деревни на реке Чагоде, на крестьянской земле находился жальник, в 1½ верстах от деревни в пустоши «Терехово» — второй.

АНИСИМОВО — деревня Пронинского сельского общества, число дворов — 28, число домов — 36, число жителей: 79 м. п., 71 ж. п.; Часовня, хлебозапасный магазин. (1910 год)

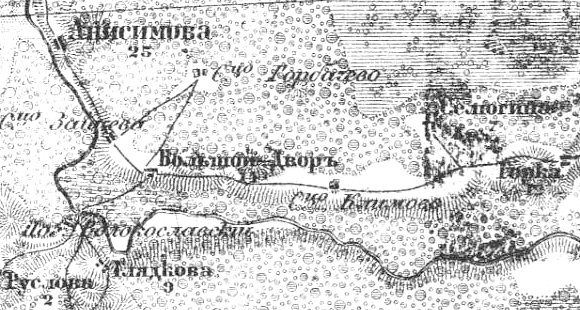
Деревня Анисимово на карте 1917 года

Согласно карте Новгородской губернии 1917 года, деревня назывылась Анисимова и насчитывала 25 крестьянских дворов.
С 1917 по 1918 год деревня входила в состав Анисимовской волости Тихвинского уезда Новгородской губернии.
С 1918 года, в составе Череповецкой губернии.
С 1927 года, в составе Пикалёвского района.
В 1928 году население деревни составляло 146 человек.
С 1932 года, в составе Ефимовского района.
По данным 1933 года деревня Анисимово входила в состав Анисимовского сельсовета Ефимовского района, в который входили 17 населённых пунктов: деревни Анисимово, Афрушино, Большой Двор, Богатино, Буян, Гладково, Горбачёво, Елзово, Зайцево, Климово, Лопастино, Погорелово, Рунолово, Селюгино, Фомкино, Чурилова Горка и выселок Волок, общей численностью населения 1006 человек. Административным центром сельсовета являлась деревня Большой Двор.
По данным 1936 года в состав Анисимовского сельсовета входили 16 населённых пунктов, 223 хозяйства и 13 колхозов. Административным центром сельсовета являлась деревня Анисимово.
С 1952 года, в составе Бокситогорского района.
С 1963 года, вновь в составе Ефимовского района.
С 1965 года, вновь составе Бокситогорского района. В 1965 году население деревни составляло 36 человек.
По данным 1966 года деревня Анисимово входила в Анисимовского сельсовета, административным центром сельсовета являлась деревня Большой Двор.
По данным 1973 года деревня являлась административным центром Анисимовского сельсовета, в деревне размещалась центральная усадьба совхоза «Калининский».
По данным 1990 года население деревни составляло 513 человек, деревня также являлась административным центром Анисимовского сельсовета, в который входили 20 населённых пунктов, общей численностью населения 776 человек.
В 1997 году в деревне Анисимово Анисимовской волости проживали 504 человека, в 2002 году — 369 человек (русские — 94 %).
С 1 января 2006 года в соответствии с областным законом № 78-оз от 26 октября 2004 года «Об установлении границ и наделении соответствующим статусом муниципального образования Бокситогорский муниципальный район и муниципальных образований в его составе» деревня Анисимово является центром Анисимовского сельского поселения.
В 2007 году в деревне Анисимово Анисимовского СП проживали 498 человек.
23 апреля 2014 года Анисимовское сельское поселение вошло в состав Самойловского сельского поселения Бокситогорского района.

## География
Деревня расположена в юго-западной части района на автодороге 41К-034 (Пикалёво — Колбеки).
Расстояние до районного центра — 60 км.
Расстояние до ближайшей железнодорожной станции Пикалёво — 24 км.
Деревня находится на левом берегу реки Чагода.

## Демография
| 1910 | 1990 | 1997 | 2002 | 2007 | 2010 | 2017 |
| ---- | ---- | ---- | ---- | ---- | ---- | ---- |
| 150  | ↗513 | ↘504 | ↘369 | ↗471 | ↗490 | ↘418 |